# Shane Bieber
Pour les articles homonymes, voir Bieber.
 Shane Robert Bieber  (né le 31 mai 1995 à Orange, Californie, États-Unis) est un lanceur droitier des Guardians de Cleveland de la Ligue majeure de baseball.

## Carrière
Joueur des Gauchos de l'Université de Californie à Santa Barbara, Shane Bieber est choisi par les Indians de Cleveland au 4e tour de sélection du repêchage de 2016.
Il fait ses débuts dans le baseball majeur avec Cleveland le 31 mai 2018. À sa première saison, il est lanceur partant dans 19 de ses 20 matchs. Il en gagne 11, en perd 5 et sa moyenne de points mérités se chiffre à 4,55 en 114 manches et deux tiers lancées.
Il fait mieux à sa première année entière avec Cleveland en 2019. Il abaisse sa moyenne de points mérités à 3,28 malgré une charge de travail beaucoup plus considérable : il lance alors 214 manches et un tiers en 34 matchs, dont 33 comme lanceur partant. Il mène les Ligues majeures cette saison-là avec trois matchs complets et deux blanchissages. Il remporte 15 victoires contre 8 défaites. Invité à son premier match des étoiles, il termine 4e du vote de fin d'année désignant le vainqueur du trophée Cy Young, remis au meilleur lanceur de la Ligue américaine.